# Francouzské účetnictví
Francouzské účetnictví je označení pro účetní systémy, které na rozdíl od dnešního podvojného účetnictví nevyužívaly jeden účetní deník, ale byly založené na více účetních denících, ze kterých se souhrnné údaje za určité období převáděly buď do hlavní knihy nebo do jediného (hlavního) deníku a odtud do hlavní knihy. Francouzským účetnictvím byl někdy nazýván způsob vedení účetnictví popsaný Edmundem Degrangem, který je znám spíše jako americké účetnictví (methode americaine), jak jej označil v 80. letech 19. století H. Deschamps.

## Popis francouzského účetnictví
Lze rozlišit dva druhy francouzského účetnictví, u kterých se prvotní zápisy zapisovaly do několika speciálních deníků:
1. způsob, u kterého se zápisy ze speciálních deníků převáděly jednou položkou přímo do hlavní knihy
2. způsob, u kterého se denní nebo měsíční souhrny zápisů ve speciálních denících převáděly do hlavního žurnálu (sborníku) a teprve odtud se převáděly na účty hlavní knihy.

První způsob se používal v zemích, kde měla vliv německá Hansa, druhý způsob vznikl ve Francii v 17. století, poprvé jej popsal v roce 1825 B. Dezarnaud ve spise Essay sur la Comptabilité.

## Historický vývoj
Účetnictví se ve Francii vyvíjelo podobně jako v Německu a Anglii, později bylo ovlivněno účetnictvím italským.

### Účetní knihy používané ve 14.-17.století
Ve 14. století se používaly kniha nákupní a kniha prodejní, do kterých se zapisovaly nákupy a prodeje na úvěr a obchody směnné, které se rozlišovaly:
- Change simplicite – výměna zboží za zboží
- Change composite – výměna zboží nestejné hodnoty, rozdíl byl ihned doplacen drahým kovem
- Change cum tempore – výměna zboží nestejné hodnoty, rozdíl se doplácel ve lhůtách.

Transakce v hotovosti se neevidovaly.

V 15. a 16. století se používaly účetní deníky:
- Pro nákup vlastního zboží
- Pro prodej vlastního zboží
- Pro nákup zboží change cum tempore
- Pro prodej zboží change cum tempore
- Pro nákup zboží na cizí účet
- Pro prodej zboží na cizí účet
- Deníky pro obchody na trzích, ze kterých se po návratu z obchodní cesty záznamy přepisovaly do šesti předchozích deníků
- Deníky obchodních vydání, které nebylo možné zařadit do výše uvedených deníků
- Deník pro vydání v domácnosti[3]

Od 16. století francouzské účetnictví přebírá z italského účetnictví hlavní knihu, přičemž se na rozdíl od jednoho deníku italského účetnictví nadále používalo více speciálních deníků, jejichž výčet se rozšířil o knihu pro účty dlužníků (Le livre des Comptes-courants Clients) a o knihu pro účty věřitelů (Le livre des Comptes-courants Fournisseurs), kde se používaly strany Má dáti a Dal.
V 17. století se ve Francii využívaly obchodní knihy:
1. Livre d’achat (kniha nákupní)
2. Livre extrait du livre d’achat (výpis z knihy nákupní, saldakonti věřitelů)
3. Livre journal (kniha prodejů na úvěr)
4. Livre extrait du journal (výtah z knihy prodejů, saldakonti dlužníků)
5. Livre de vente (kniha prodejů za hotové a příjem hotovosti od dlužníků-úhrad z knihy3)
6. Livre d’argent payé (kniha pokladní pro všechny druhy příjmů a vydání pro obchod i domácnost; v této knize potvrzoval příjemce převzetí hotovosti svým podpisem)
7. Livre de caisse (kniha pokladní, výpis z prodejů za hotové (kniha 5) a z knihy platů hotovými (kniha 6)
8. Livre de numéro (kniha skladní, zásobník zboží) – výdeje zboží se evidovaly vedle evidence nákupu zboží
9. Carnet (lhůtní kniha, zde se zaznamenávaly pouze splatnosti dluhů, nikoli pohledávek)[4]

### Vliv italského účetnictví
Návrh vést jediný deník se objevuje v Ordonance de commerce z roku 1673, jejímž spoluautorem byl Jacques Savary. Ve svém spise Le Parfait Négociant z roku 1675 však doporučuje nadále používat více deníků a zvláštní knihy pro dlužníky a věřitele. Další významný francouzský teoretik Mathieu de La Porte ve svém spise Le Guide des Négociants et Teneurs des Livres již uvádí jako nezbytné knihy, které označuje jako základní:
1. Memoriál (brouillard)
2. Žurnál – nemusel se vést, pokud se položky z memoriálu přepisovaly rovnou do hlavní knihy, byl často přepisem memorálu na čisto
3. Velká kniha (Grand livre) – Livre extrait du journal (výtah ze žurnálu), livre de raison (kniha odpočtu)[5]

Současně však uvádí soudobou zvyklost vést místo jednoho memoriálu více knih, a to:
1. Knihu nákupů
2. Knihu prodejů
3. Knihu pokladní
4. Knihu pro ostatní položky

Popisuje také oba způsoby, označované za francouzské účetnictví, tedy:
1. Přepis součtů položek za určité období do hlavní knihy
2. Přepis položek těchto knih do žurnálu a z něj poté přepis do hlavní knihy[7]

I v 18. století se nadále používají vedle knih italského účetnictví speciální deníky, které se však měnily podle měnících se podmínek na trhu (používání směnek):
1. Livre d’achat – kniha nákupní
2. Livre de Ventes – kniha prodejní
3. Livre de Caisse – kniha pokladní
4. Livre d’Effets a recevoir nebo též Livre de Portefeuille – kniha směnek aktivních
5. Livre d’Effets a payer – kniha směnek pasivních
6. Livre des Opérations diverses – kniha pro ostatní obchodní případy – tato kniha se používala jako sborník položek všech speciálních žurnálů a nazývala se pak Journal général nebo Journal récapitulativ – hlavní žurnál.
7. Livre de magasin – zásobníky
8. Grand Livre des comptes courants v jednoduchém účetnictví nebo Grand-Livre v podvojném účetnictví – hlavní kniha[7]

Tento způsob byl používán v Československu ještě ve 30. letech 20. století.